# トーマス・ローガン
トーマス･ローガン（Thomas Rogan）はザ・ハウス・オブ・ザ・デッドシリーズ（以下、HODシリーズ）に登場する架空の人物で、同シリーズの主人公。

## 概要
2014年現在、HODシリーズで唯一の子持ち主人公でもある。コードネームはEAGER EAGLE。
性格は真っ直ぐで正義感に溢れた男。ソフィー・リチャーズの恋人であり、リサ･ローガン（『III』の主人公の一人）の父親でもある。

## 来歴・関わった事件

### キュリアン邸事件
- 『ザ・ハウス・オブ・ザ・デッド』（1996年発売）

当時32歳。1998年12月18日、AMSの命令によりGとともにキュリアン邸の奇妙な出来事の調査を受け持つ。途中、恋人でキュリアン邸の研究員であるソフィー・リチャーズを発見するが、Chapter1終盤Chariotにソフィーが壁に投げ飛ばされて昏倒。Chariotを倒した後、ローガン達の目の前でキュリアンを止めてと言い残し、その直後死亡するという悲劇を乗り越え（進め方によってはエンディングで実は生きていたことが発覚することがある）、Dr.キュリアンの最高傑作であるMagicianを倒しキュリアン邸事件を解決、ヒーローとなる。

### ゴールドマン事件
- 『ザ・ハウス・オブ・ザ・デッド 2』（1998年発売）
  - 当時34歳。本作では複数あるエンディングの中のグッドエンディングで登場。なお、そのエンディングを見るには全ステージクリアの時点で80000点突破している必要がある(コンティニューしたか否かは不問) 。ジェームズやゲーリーとは最初で最後の出会いとなる。

### EFI研究所事件
- 『ザ・ハウス・オブ・ザ・デッド III』（2003年発売）
  - 当時53歳。Chapter 0での1P側の主人公として登場。2003年の世界崩壊後（ザ・ハウス・オブ・ザ・デッド 4参照）、彼は16年に渡って世界崩壊の原因を調査していた。調査中、EFI研究所が世界の崩壊について鍵を握っているとのレポートを入手、ダン・テイラーら配下のエリートコマンド集団と共に研究所に向かうが、そこにいたゾンビの襲撃でほぼ全員死亡。それでも彼と共に死闘の末、目的の部屋にたどり着くがその直後にDeathによる襲撃に遭い消息不明。だが、この時にその場にいたDr.キュリアンの息子であるダニエル・キュリアンによって一命を取り留めている。その後ローガンは、娘のリサ・ローガンとかつての相棒であるGによって救出され、エンディングで前述のGとともに脱出。